# Gamma (eclipsi)

En aquest diagrama, el con de l'ombra de la lluna arriba a la Terra per la dreta. El segment vermell és la distància entre l'eix d'aquest con i el centre de la Terra. La gamma és la proporció d'aquesta distància amb el radi equatorial de la Terra.

La gamma (abreujat γ) d'un eclipsi solar és un valor numèric que descriu la posició de l'ombra de la Lluna en relació amb el centre de la Terra durant aquest esdeveniment.

## Definició
L'umbra de la lluna, il·luminada pel sol, forma un con. Durant un eclipsi solar no parcial, aquest con passa sobre la superfície de la Terra (durant un eclipsi parcial, només la penumbra arriba al planeta). La gamma d'un eclipsi es defineix com la relació entre la distància entre l'eix del con de l'umbra i el centre de la Terra i el radi equatorial de la Terra (6.378.137 km), quan l'eclipsi és màxim. El signe de gamma descriu la posició del con respecte al centre terrestre: si és positiu, passa al nord; si és negatiu, passa al sud.

## Característiques
El valor absolut de gamma fa possible distingir els diferents tipus d'eclipsis solars:
- Si la gamma és inferior a 0.9972, l'eclipsi és central. L'eix del con de l'ombra toca directament la Terra i hi ha llocs a la superfície on el centre de la Lluna apareix alineat amb el centre del Sol. L'esdeveniment és un eclipsi anular total o central.
- Entre 0.9972 i 1.0260, l'eix del con perd la Terra. Tanmateix, en alguns casos, l'ombra es pot percebre a partir de les regions polars. L'esdeveniment és llavors un eclipsi central o anular no central.[3]

- Entre 0,9972 i 1,55, si la condició prèvia no es compleix, la Terra només travessa la penombra de la Lluna. L'esdeveniment és un eclipsi parcial.

El límit de 0.9972 per a un eclipsi central prové de la forma de la Terra, oblonga, on el radi polar és més petit que el radi equatorial.